# 5 km (rejon wsiewołożski)
5 km (ros. 5 км) – przystanek kolejowy w miejscowości Piatyj kiłomietr, w rejonie wsiewołożskim, w obwodzie leningradzkim, w Rosji. Położony jest na linii z petersburskiego Dworca Ładoskiego do Gor.